# كريستيان الثالث (بالاتينات-تسفايبروكن)
كريستيان الثالث (ستراسبورغ؛ 7 نوفمبر 1674 - تسفايبروكن؛ 3 فبراير 1735)؛ هو نبيل ألماني، وعضو في أسرة بالاتينات-تسفايبروكن-بيركنفلد هو فرع من سلالة فيتلسباخ، فهو ابن كريستيان الثاني دوق تسفايبروكن-بيركنفلد وكاثرينا أغاثا كونتيسة رابولتشتاين، منذ 1697 بدأ حياته المهنية في الجيش الفرنسي حيث تولى قيادة الفوج الألزاسي، وفي عام 1699 ورث كونتية رابولتشتاين (ميراث والدته) بعد أن منحه له والده، وفي عام 1702 أصبح مارشال ميداني وفي عام 1704 تمت ترقيته إلى رتبة ملازم أول، وأيضا قتال في حرب الخلافة الإسبانية.
وعندما توفي والده في عام 1717 ترك الجيش وتولى إدارة أراضي تسفايبروكن-بيركنفلد التي كانت جزءاً صغيراً من كونتية شبونهايم، وفي عام 1731 مع وفاة قريبه كونت بالاتينات غوستاف صموئيل ليوبولد من تسفايبروكن بدون أبناء، ورث عنه كريستيان أراضيه، اعترض أقاربه على هذا الإجراء، ولكن في معاهدة مع ناخب بالاتينات كارل الثالث فيليب أبرمت في مانهايم في 24 ديسمبر 1733، تم الاتفاق على أن كريستيان سيحصل على بالاتينات-تسفايبروكن.
توفي في تسفايبروكن عام 1735 ودفن جنباً إلى جنب مع أقربائه آخرين من العائلة في سرداب كنيسة ألكسندر التي بناه سلفه ألكسندر كونت بالاتينات-تسفايبروكن.

## الزواج والذرية
تزوج في عام 1719 من كارولين (12 أغسطس 1704- 25 مارس 1774)؛ ابنة لويس كراتو كونت ناساو-ساربروكن، وبعد وفاة كريستيان الثالث في 1735، تولت كارولين الوصاية على ابنها كريستيان الرابع حتى بلوغه بعد خمسة سنوات مناصفةً مع الإمبراطور كارل السادس ومنذ 1744 حتى 1774 عاشت في قلعة بيرغتسابرن، توفيت في 25 مارس في مدينة دارمشتات عند ابنتها الكبرى كارولين التي توفيت هي الأخرى بعد خمسة أيام، ودفنتا في كنيسة المدينة.
أنجبت كارولين لزوجها كريستيان الثالث:-
| الاسم                                     | الصورة | الميلاد        | الوفاة         | ملاحظة |
| ----------------------------------------- | ------ | -------------- | -------------- | --- |
| كارولين هنرييت لاندغرافين هسن-دارمشتات    |        | 9 مارس 1721    | 30 مارس 1774   | تزوجت من لودفيغ التاسع لاندغراف هسن-دارمشتات، لهم ذرية، تعتبر اليوم إحدى أجداد أوروبا.                            |
| كريستيان الرابع كونت بالاتينات-تسفايبروكن |        | 6 سبتمبر 1722  | 5 نوفمبر 1775  | تزوج زواجاً مرغنطياً، له ذرية.                                                                                      |
| فريدرش ميخائيل كونت بالاتينات-تسفايبروكن  |        | 27 فبراير 1724 | 15 أغسطس 1767  | تزوج قريبته كونتيسة بالاتينات ماريا فرانزيسكا من زولتسباخ، لهم ذرية بما في ذلك ماكسيمليان الأول يوزف ملك بافاريا. |
| كريستين هنرييت أميرة فالدك وبيرمونت       |        | 16 نوفمبر 1725 | 11 فبراير 1816 | تزوجت من ابن عمتها كارل أوغست أمير فالدك وبيرمونت، لهم ذرية فهما سليل فيلهلمينا ملكة هولندا.                      |